# Kristina Isaev
Kristina Isaev (* 22. Januar 2001 in Hagen) ist eine ehemalige deutsche Eiskunstläuferin, die im Einzellauf startete. Sie ist Deutsche Meisterin der Jahre 2024 und 2025. Sie ist Mitglied beim Mannheimer ERC.

## Persönlicher Werdegang
Kristina Isaev verbrachte ihre Kindheit zunächst in Russland, wo auch ihre sportliche Karriere ihren Anfang nahm. Isaevs Bruder fuhr zu diesem Zeitpunkt Shorttrack, eine Sportart, welche auch Isaev zu gefallen begann. Im Alter von sechs Jahren begann sie schließlich mit Eiskunstlaufen und ging einmal die Woche ins Training. Mit neun Jahren fing sie dann mit dem Leistungssport an, in dessen Rahmen sie bis zu drei Stunden jeden Tag mit dem Training verbrachte.
Im Jahr 2013 beschlossen ihre Eltern, zurück nach Deutschland zu ziehen, um näher bei den in Pforzheim lebenden Großeltern der Tochter zu sein und ihr eine bessere sportliche Ausbildung ermöglichen zu können. Isaev besuchte fortan mit der IGMH Mannheim eine der Eliteschulen des Sports. Durch die dortige spezifische Förderung für Leistungssportler konnte sie trotz der anfänglichen Sprachbarriere 2017 ihren Realschulabschluss erlangen. Nach der Schule begann sie eine Ausbildung zur Zahnmedizinischen Fachangestellten.

## Sportliche Karriere
Ihr sportliches Talent wurde recht bald entdeckt, nachdem sie im Alter von sechs Jahren vergleichsweise spät das Eislaufen begonnen hatte. Sie bekam Individualtraining und investierte stetig mehr Zeit in den Sport. Im Anschluss an den Umzug nach Deutschland wurde Isaev von dem renommierten Eiskunstlauftrainer Peter Sczypa trainiert, der bereits andere erfolgreiche Eiskunstläuferinnen wie Sarah Hecken und Nathalie Weinzierl zu Olympia führte. Mit ihm trainierte die Heranwachsende nun mitunter 16 Stunden in der Woche.
Im Jahr 2015 konnte Isaev die ersten größeren Erfolge ihrer Karriere erzielen: Beim Bavarian Open belegte sie unter den Junioren den 2. Platz, im Rahmen des Heiko Fischer Pokals erreichte sie schließlich den 1. Platz. Bei den Deutschen Nachwuchsmeisterschaften der Junioren folgte der Bronzerang. 2016 gewann sie Silber im Deutschlandpokal der Junioren, bevor sie erneut bei den Deutschen Nachwuchsmeisterschaften antrat und den Gewinn des Titels feiern konnte. Zusätzlich wurde Isaev im selben Jahr als „Eliteschülerin des Sports 2016“ ausgezeichnet.
Als Senior erreichte sie bei den Deutschen Meisterschaften 2017 den 4. Platz, 2020 folgte im gleichen Wettbewerb der 3. Rang. Kristina Isaev ist Mitglied beim MERC und wird dort in der Kategorie „Meisterklasse Damen“ angeführt. Sie gehört dem Bundeskader an und zählt dort zum Nachwuchskader 1 und der Kürklasse 1.
Am 6. Juli 2025 gab Kristina Isaev auf Instagram das Ende ihrer sportlichen Karriere bekannt, aufgrund von gesundheitlichen und finanziellen Schwierigkeiten.

## Wettbewerbe
| Wettbewerb                                | 2019 | 2020 | 2021 |
| ----------------------------------------- | ---- | ---- | ---- |
| Cup of Tyrol 2019, Innsbruck              | 13.  |      |      |
| NRW Summer Trophy 2019, Dortmund          | 7.J  |      |      |
| Egna Spring Trophy 2019, Egna             | 13.  |      |      |
| ISU CS Finlandia Trophy 2019, Espoo       | 18.  |      |      |
| ISU CS Warsaw Cup 2019, Warsaw            | 17.  |      |      |
| ISU CS Golden Spin of Zagreb 2019, Zagreb | 16.  |      |      |
| Bavarian Open 2020, Oberstdorf            |      | 8.   |      |
| Challenge Cup 2020, Den Haag              |      | 12.  |      |
| Deutsche Meisterschaften 2021, Neuss      |      |      | 2.   |